# Сабріна Спелман
Сабріна Вікторія Спеллман  - титульний персонаж серії коміксів Арчі Сабріна-відьма-підліток . Сабріна була створена письменником Джорджем Гладіром та художником Деном Декарло, і вона вперше з'явилася в "Божевільному будинку Арчі №22" у жовтні 1962 року.

## Створення
Сабріна-відьма  була створена письменником Джорджем Гладіром та художником Даном Декарло, вона вперше з'явилася у головній історії цієї гумористичної антології, а згодом стала одним з головних персонажів Арчі Комікса, знявшись в мультсеріалі і телевізійному ситкомі.

## Біографія
В початковій версії Сабріну створили дві її тітки, Хільда та Зельда Спеллман магічним зіллям, яке виявилося неправильним. Однак пізніше в ситкомі "Сабріна" 1996 року було сказано, що Сабріна "напіввідьма" (її мати - звичайна людина, або "смертна", як їх називають відьми, тоді як її батько - чаклун). Вона живе з Хільдою та Зельдою (вони відьми) у вигаданому містечку Гріндейл, яке знаходиться десь неподалік від Рівердейла, будинку Арчі Ендрюса, поки її батька немає. Також з трьома жінками живе Салем Сабергаген, який є домашнім улюбленцем. В оригінальних коміксах Салем був типовим відьмацьким котом, який не розмовляє. Ситком 1996 року висунув думку про те, що Салем був відьмою, яку перетворили на кота як покарання за спроби світового панування.
Більшість пригод Сабріни полягають у тому, що вона намагається використати свої сили таємно, щоб допомогти іншим (відьмам, як правило, не дозволяють розповідати смертним про свої здібності чи існування) або займається щоденними випробуваннями підлітків. Повторюваною темою в оповіданнях про Сабріну є те, що вона більше дізнається про правильне використання своїх сил або через тіток, або під час подорожей до магічного виміру, який є домом для різних магічних / міфологічних істот, включаючи інших відьом. Ці пригоди навіть містили моменти, коли Сабріні довелося іноді виступати в ролі супергероя.
Сабріна дуже закохана у свого смертного хлопця  на ім'я Харві Кінкл, який, як і майже всі інші смертні у світі Сабріни, не знає, що його дівчина - відьма.

## Інші версії

### Мотрошні пригоди Сабріни
Сабріна Спеллман - головна героїня фільму "Моторошні пригоди Сабріни" у місті Ґріндейл поблизу Рівердейла.

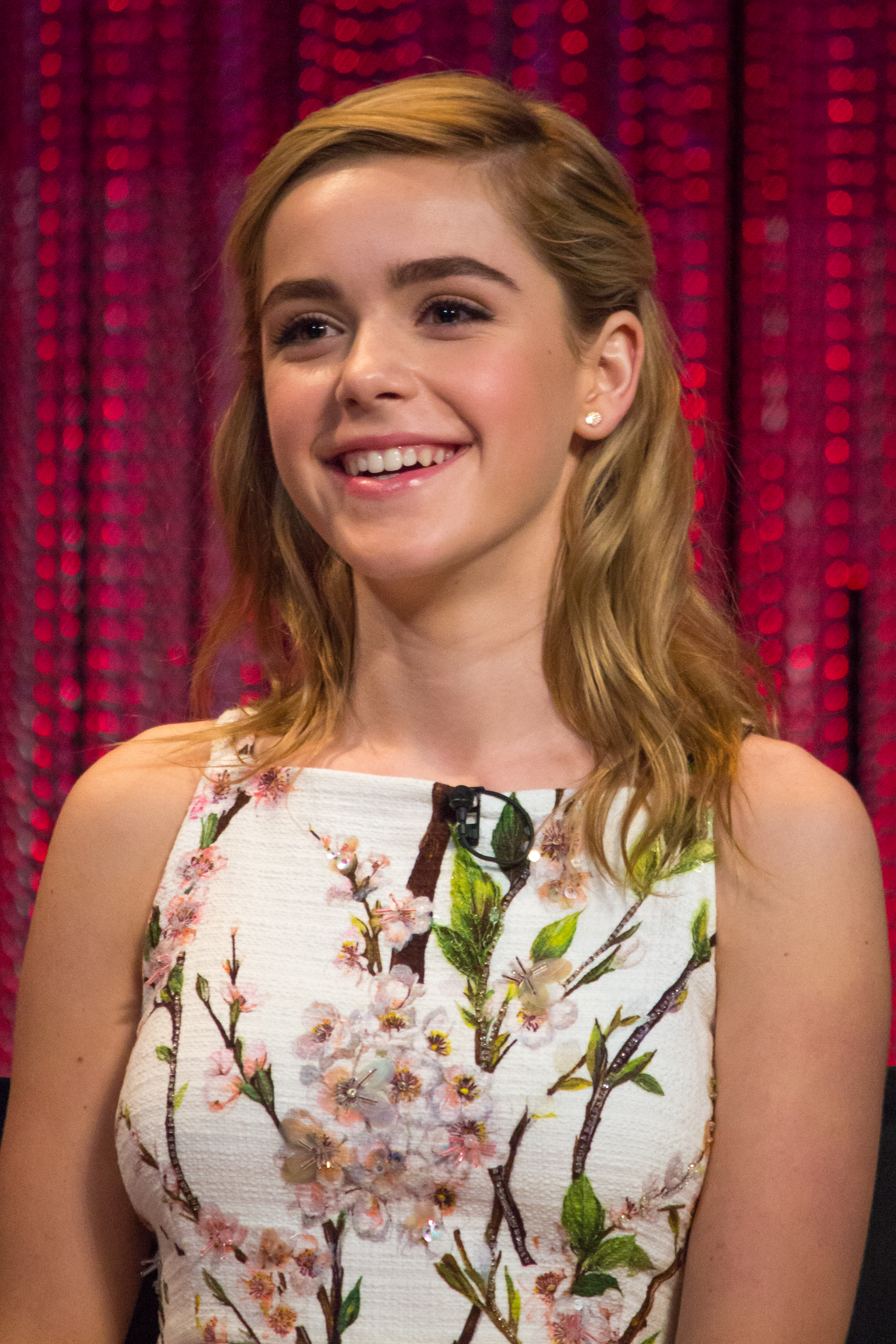
Кірнан Шипка виконує роль Сабріни у фільмі "Жахливі пригоди Сабріни".

У вересні 2017 року було оголошено, що Сабріна повернеться на телебачення у формі нового серіалу, який буде спін-оффом The River 's Riverdale . До цього оголошення ходили чутки про те, що Сабріна "гостювала" у Рівердейлі. 1 грудня 2017 року Deadline повідомив, що серіалом зацікався Netflix . Перший сезон був випущений Netflix 26 жовтня 2018 р. Адаптація - це переосмислення походження та пригод Сабріни-відьми з більш темною та моторошною історією, яка висвітлює протистояння між добром і злом. У січні 2018 року було оголошено, що Кірнан Шипка погодилась на головну роль Сабріни Спелман. Було зроблено чотири сезони цього шоу.